# Фридрих фон Дерн
Фридрих фон Дерн (на немски: Friedrich, Freiherr von Dehrn; Frei von Dehrn; † сл. 1275) е фрайхер от род Фрай фон Дерн е господар на замък Дерн (част от град Рункел) на река Лан в Хесен.
Той е син на фрайхер Хайнрих фон Дерн. Внук е на Хайнрих фон Дерн († сл. 1225) и Гуда фон Хаузен († пр. 1211), дъщеря на Фридрих фон Хаузен. Хайнрих Фрио де Дерне е през 1197 г. бургман на замък Дерн. Фамилията Фрай фон Дерн притежава през следващите векове замъка.

## Фамилия
Фридрих фон Дерн се жени за Беатрикс фон Рененберг († сл. 1258), дъщеря на Герхард фон Рененберг († 1270) и Бенедикта Валподе фон дер Нойербург († 1270), дъщеря на Ламберт Мударт Валподе фон дер Нойербург († сл. 1219). Те имат един син:
- Фридрих фон Дерн († сл. 1304), фрайхер, женен за София, родители на:
  - Валтер фон Дерн († 29 ноември 1350), фрайхер, женен пр. 23 февруари 1318 г. за Юта фон Графшафт († 1384), внучка на Адолф I фон Графшафт († 1284), дъщеря на Крафто I фон Графшафт, господар на Норденау († 1331) и Агнес фон Билщайн († сл. 1346)